# Jeffrey H. Schwartz
Jeffrey Hugh Schwartz, (Richmond, 6 de março de 1948) é um antropólogo físico e professor universitário de antropologia biológica na Universidade de Pittsburgh em Pittsburgh, Pennsylvania, Estados Unidos.

## Obras principais
- The Human Fossil Record (conjunto de 4 volumes) (com  Ian Tattersall et al). Nova York: John Wiley & Sons. 2005. ISBN 0-471-67864-3
- The Red Ape: Orangutans and Human Origins (Edição revista e atualizada). Boulder: Westview Press. 2005. ISBN 0-471-32985-1
- Extinct Humans (com Ian Tattersall). Boulder: Westview Press. 2000. ISBN 0-8133-3482-9
- Sudden Origins: Fossils, Genes, and the Emergence of Species. Nova York: John Wiley & Sons. 1999. ISBN 0-471-32985-1
- Skeleton Keys: An Introduction to Human Skeletal Morphology, Development, and Analysis. Nova York: Oxford University Press. 1995. ISBN 0-19-505638-8
- What the Bones Tell Us. Nova York: Henry Holt. 1993. ISBN 0-8050-1056-4
- Orang-utan Biology. Nova York: Oxford University Press. 1988. ISBN 0-19-504371-5